# عزیز فهمی
عزیز فهمی (انگلیسی: Aziz Fahmy) یک بازیکن فوتبال اهل مصر است.
وی عضو تیم ملی فوتبال مصر در جام جهانی فوتبال ۱۹۳۴ بوده است.